# Słowenia Zachodnia
Słowenia Zachodnia (słoweń. Zahodna Slovenija) to jeden z dwóch regionów statystycznych na poziomie NUTS-2 w Słowenii. Region ten stanowi zachodnią część kraju i obejmuje miasta Lublana, Kranj, Koper i Nova Gorica. Jego największym miastem (a zarazem jego stolicą) jest Lublana. Jest to bogatszy z dwóch regionów Słowenii.
Słowenia Zachodnia (SI02) dzieli się na następujące regiony statystyczne:
- Słowenia Środkowa
- Górna Kraina
- Gorycja
- Nadbrzeżny Kras